# Franz Roiner
Franz-Xaver Roiner (* 16. Februar 1932 in Pfelling; † 12. Oktober 2022) war ein deutscher Erfinder und Milchwissenschaftler. Roiner gilt als der Erfinder der mildgesäuerten Butter.

## Leben
Franz-Xaver Roiner ließ sich nach dem Abitur zunächst zum Molkereifachmann, später zum Molkereimeister ausbilden. Während seines Studiums an der Ludwig-Maximilians-Universität in München von 1953 bis 1958 arbeitete er bereits parallel in der Molkerei seines Onkels, dem Innstolz Käsewerk Roiner. Von 1963 bis 1967 entwickelte er den ersten kontinuierlichen Käsefertiger zusammen mit der Firma Waldner, Wangen im Allgäu, der 1967 erstmals in der Molkerei Erding zum Einsatz kam. Im Rahmen seiner Lehrtätigkeit als Professor an der Fachhochschule Hannover entwickelte er 1982 ein Verfahren zur Herstellung säurehaltiger Flüssigkeiten, das die Produktion mildgesäuerter Butter erst ermöglichte. 1988 wurden 5000 Tonnen mit Caesium-137 kontaminierte Molke, die nach der Reaktorkatastrophe von Tschernobyl in Bayern anfielen, nach dem Roiner-Ionenaustauschverfahren im stillgelegten Kernkraftwerk Lingen dekontaminiert. Es gelang dabei, die Belastung von über 8000 Bq/kg auf ~100 Bq/kg zu senken – unterhalb auch der heutigen EU-Grenzwerte für Lebensmittel. Aufgrund der inzwischen in der medialen Berichterstattung erhitzten Debatte war allerdings ein Einsatz als Lebensmittel kaum vermittelbar, sodass das Molkenpulver letztlich an Nutztiere verfüttert wurde. Ausgehend von den Erfahrungen mit dem selektiven Austausch von Ionen entwickelte Franz-Xaver Roiner verschiedene Verfahren zur Umwandlung und Nutzung von Energie aus wässrigen Flüssigkeiten und zur Aufbereitung salzhaltigen Wassers zu Trinkwasser.

## Publikationen
- Ultrafiltration: Grundlagen und Verfahren. Mann, Gelsenkirchen-Buer 1979, ISBN 3-7862-0046-7.